# Родерік Вестгоф
Родерік Вестгоф  (нід. Roderick Weusthof, 18 травня 1982) — нідерландський хокеїст на траві, олімпійський медаліст.

## Виступи на Олімпіадах
| Олімпіада   | Дисципліна     | Місце |
| ----------- | -------------- | ----- |
| Пекін 2008  | хокей на траві | 4     |
| Лондон 2012 | хокей на траві | 2     |